# Supercopa de la CAF 1997
La Supercopa de la CAF 1997 fue la quinta edición de esta competición oficial y de carácter internacional, organizada por la Confederación Africana de Fútbol.
Se enfrentaron el Zamalek, campeón de la Copa Africana de Clubes Campeones, y Al-Mokawloon Al-Arab, campeón de la Recopa Africana. Ganó el Zamalek en la tanda de penaltis por 4-2, luego de empatar 0-0 en los 90 minutos.

## Participantes
En negrita ediciones donde el equipo salió ganador.
| Equipo               | Vía de clasificación                                 | Participaciones previas |
| -------------------- | ---------------------------------------------------- | ----------------------- |
| Zamalek              | Campeón de la Copa Africana de Clubes Campeones 1996 | 1 (1994)                |
| Al-Mokawloon El-Arab | Campeón de la Recopa Africana 1996                   | Debutante               |

## Final
|            | POR        | Hussein El-Sayed           | 61' |
|            | DEF        | Ashraf Kasem               |     |
|            | DEF        | Medhat Abdel Hady          |     |
|            | DEF        | Motamed Gamal              |     |
|            | MED        | Ismail Youssef             | 88' |
|            | MED        | Essam Marei                |     |
|            | MED        | Tarek Mostafa              |     |
|            | MED        | Khaled El-Ghandour         | 67' |
|            | DEL        | Mohamed Sabry              |     |
|            | DEL        | Osama Nabieh               |     |
|            | DEL        | Ayman Mansour              |     |
| Entrenador | Entrenador | Werner Olk Diethelm Ferner |     |

|            | POR        | Ahmed Saber      | 120' |
|            | DEF        | Mahmoud El-Aref  |      |
|            | DEF        | Haytham Hussein  |      |
|            | DEF        | Mostafa Marei    |      |
|            | DEF        | Ahmed Said       |      |
|            | MED        | Mohamed Ouda     |      |
|            | MED        | Saad Abd El-Baky |      |
|            | MED        | Ali Ashour       |      |
|            | MED        | Zizo             |      |
|            | MED        | Tamer El Nahhas  | 110' |
|            | DEL        | Kofta            | 87'  |
| Entrenador | Entrenador | Michael Krüger   |      |

|  | POR | Nader El-Sayed  | 61' |
|  | DEL | Ahmed El-Kass   | 67' |
|  | MED | Kamel Kaci-Saïd | 88' |

|  | MED | Abdel Sattar Sabry | 87'  |
|  | DEL | Atef Abdel Hady    | 110' |
|  | POR | Mamdouh Ibrahim    | 120' |

| Motamed Gamal   | Acierto de penal | 1:0 |                  |                  |
|                 |                  | 1:0 | Fallo de penal   | Ali Ashour       |
| Kamel Kaci-Saïd | Acierto de penal | 2:0 |                  |                  |
|                 |                  | 2:1 | Acierto de penal | Haytham Hussein  |
| Mohamed Sabry   | Acierto de penal | 3:1 |                  |                  |
|                 |                  | 3:2 | Acierto de penal | Mahmoud El-Aref  |
| Ahmed El-Kass   | Acierto de penal | 4:2 |                  |                  |
|                 |                  | 4:2 | Fallo de penal   | Saad Abd-El Baky |

| Amonestado | 16' | Tarek Mostafa |

| Amonestado | 45' | Zizo            |
| Amonestado | 95' | Tamer El Nahhas |

| Árbitro | Ahmed El Shenawi |

|            | POR        | Hussein El-Sayed           | 61' |
|            | DEF        | Ashraf Kasem               |     |
|            | DEF        | Medhat Abdel Hady          |     |
|            | DEF        | Motamed Gamal              |     |
|            | MED        | Ismail Youssef             | 88' |
|            | MED        | Essam Marei                |     |
|            | MED        | Tarek Mostafa              |     |
|            | MED        | Khaled El-Ghandour         | 67' |
|            | DEL        | Mohamed Sabry              |     |
|            | DEL        | Osama Nabieh               |     |
|            | DEL        | Ayman Mansour              |     |
| Entrenador | Entrenador | Werner Olk Diethelm Ferner |     |

|            | POR        | Ahmed Saber      | 120' |
|            | DEF        | Mahmoud El-Aref  |      |
|            | DEF        | Haytham Hussein  |      |
|            | DEF        | Mostafa Marei    |      |
|            | DEF        | Ahmed Said       |      |
|            | MED        | Mohamed Ouda     |      |
|            | MED        | Saad Abd El-Baky |      |
|            | MED        | Ali Ashour       |      |
|            | MED        | Zizo             |      |
|            | MED        | Tamer El Nahhas  | 110' |
|            | DEL        | Kofta            | 87'  |
| Entrenador | Entrenador | Michael Krüger   |      |

|  | POR | Nader El-Sayed  | 61' |
|  | DEL | Ahmed El-Kass   | 67' |
|  | MED | Kamel Kaci-Saïd | 88' |

|  | MED | Abdel Sattar Sabry | 87'  |
|  | DEL | Atef Abdel Hady    | 110' |
|  | POR | Mamdouh Ibrahim    | 120' |

| Motamed Gamal   | Acierto de penal | 1:0 |                  |                  |
|                 |                  | 1:0 | Fallo de penal   | Ali Ashour       |
| Kamel Kaci-Saïd | Acierto de penal | 2:0 |                  |                  |
|                 |                  | 2:1 | Acierto de penal | Haytham Hussein  |
| Mohamed Sabry   | Acierto de penal | 3:1 |                  |                  |
|                 |                  | 3:2 | Acierto de penal | Mahmoud El-Aref  |
| Ahmed El-Kass   | Acierto de penal | 4:2 |                  |                  |
|                 |                  | 4:2 | Fallo de penal   | Saad Abd-El Baky |

| Amonestado | 16' | Tarek Mostafa |

| Amonestado | 45' | Zizo            |
| Amonestado | 95' | Tamer El Nahhas |

| Árbitro | Ahmed El Shenawi |

|                 |
| Campeón Zamalek |
| 2.do título     |